# 领主教堂
领主教堂（英语：Proprietary church；拉丁语：ecclesia propria；德语：Eigenkirche），或译为私有教堂，是指中世纪时期封建领主在其私有土地上修建的教堂、修道院或隐修院。领主对该教堂保留所有权，尤其是享有类似英国法律中“圣职推荐权”（advowson）的特权，即有权提名教会神职人员。

## 历史

### 古代晚期
在罗马帝国晚期，教会实行中央集权式管理：教区内的所有修道院与教堂（包括其神职人员及财产）均受当地主教管辖。早在5世纪末，教皇格拉修一世（Gelasius I）便已规定主教在罗马都主教区祝圣新教堂的条件，其中之一是新教堂须有足够捐赠以支付祭衣、灯油及驻堂神父的俸禄。部分教堂依附于大型庄园，另一些则自身即为广袤地产。

### 中世纪早期
私有教堂的发展是封建制度的产物。创建教堂的领主（laity）或庄园主（seigneur）可为世俗贵族、主教或修道院长，但唯有教区主教有权祝圣教堂或为驻堂神父授职。909年特罗斯利会议（Council of Trosly）规定此类教堂的所有权（dominium）属领主，管理权（gubernatio）归主教。主教须确保教堂建筑维护良好、照明充足，并划定堂区边界。
在加洛林王朝，私有教堂的相关规则于9世纪经查理曼大帝治下的808年改革会议及虔诚者路易治下的818/9年会议正式确立。此时私有教堂虽获官方承认，但会议法规亦明令禁止相关滥权行为：未经主教同意，领主不得任免神父，亦不得任命非自由民。每座教堂须配有免除领主赋税的宅地及园圃，供神父自养以履行圣职。法规同时界定并保护创建者的权利——主教不得拒绝授职合格候选人；创建家族成员对私有修道院的任命权亦受保障。
乌尔里希·施图茨（Ulrich Stutz）指出，私有教堂制度尤其盛行于非罗马化地区（如爱尔兰、斯拉夫地区及东罗马帝国），但其最典型形态见于德意志：庄园领主（Grundherr）在其领地内建堂并捐赠土地后，作为教堂封地的监护者（Vogt），保有授职权并负责治安。9-10世纪，德意志私有教堂数量达到顶峰。世俗领主可担任平信徒修道院长（lay abbot），而祭坛（内置圣髑）构成教堂地产、权利及依附关系的法律锚点。领主及其继承人永久保留对祭坛地基（属圣徒所有）的处置权：“他可出售、出借、租赁祭坛，传予子孙，用作嫁妆或抵押，唯已祝圣教堂须继续用于宗教活动”。但创建者不得变卖任何指定用于教堂维护及神父供养的土地。将土地用于宗教目的，亦是避免地产分割过细的经济策略。
乔治·W.O.阿德尔斯肖（George W.O. Addleshaw）指出，法国史家将私有教堂的兴起归因于西罗马帝国崩溃后的权力分散化及晚期罗马-墨洛温大地主权力的扩张——后者代替城市主教承担了乡村教堂的管理责任。

### 中世纪盛期
私有教堂的所有权可被转让或变卖（甚至现金交易），这损害了其所服务信仰共同体的地位。在小堂区，此权或许微不足道；但在奥托大帝的德意志领土上，它构成对教会（神圣罗马帝国的统治支柱）的关键制衡手段。
在这种背景下圣职赎买（Simony）——通过支付或实物交易直接购买教职——成为痼疾，11-12世纪额我略改革的历次宗教会议均严厉谴责此现象，最终引发叙任权斗争。采邑制（benefice system）正是脱胎于私有教堂制度。
王室特属教堂（royal peculiars）作为私有教堂的一种形态，存续至今。中世纪案例可见1422年文献记载的德文郡利特汉姆教堂（Littleham, Devon）。